# Hindmarsh Dome
Der Hindmarsh Dome ist ein 700 m hoher Eisdom an der Zumberge-Küste des westantarktischen Ellsworthlands. Er ragt auf der Fletcher Promontory zwischen dem Carlson Inlet im Norden und dem Rutford-Eisstrom im Süden auf.
Das UK Antarctic Place-Names Committee benannte ihn 2020 nach dem Glaziologen Richard Hindmarsh, der über 25 Jahre lang für den British Antarctic Survey an Modellrechnungen zur Entwicklung des antarktischen Eisschilds gearbeitet hatte.